# Ali Sami Yen
Ali Sami Yen (ur. 20 maja 1886 w Üsküdar, zm. 29 lipca 1951 w Stambule) – turecki działacz sportowy, założyciel i wieloletni prezes klubu piłkarskiego Galatasaray SK.

## Kariera
W 1905 roku założył Galatasaray SK. Był także pierwszym prezesem tego klubu w latach 1905–1918 oraz w 1925. W latach 1916–1917 był również szkoleniowcem tego klubu. 26 października 1923 trenował reprezentację Turcji w jej pierwszym meczu w historii. W latach 1923–1930 był sekretarzem generalnym Tureckiego Komitetu Olimpijskiego, a w latach 1927–1930 pełnił funkcję prezesa tej organizacji.
Zmarł 29 lipca 1951 w Stambule, a pochowany został dwa dni później na cmentarzu Feriköy w tymże mieście.

## Życie osobiste
Był synem albańskiego pisarza Samiego Frashëri. Był żonaty z Fahriye Yen (1900–2002).

## Upamiętnienie
Jego imieniem nazwano stadion, na którym w latach 1964–2011 swoje mecze rozgrywał Galatasaray SK. W kwietniu 2011 rozpoczęto rozbiórkę stadionu pod budowę biurowców i budynków mieszkalnych.